# Efestina

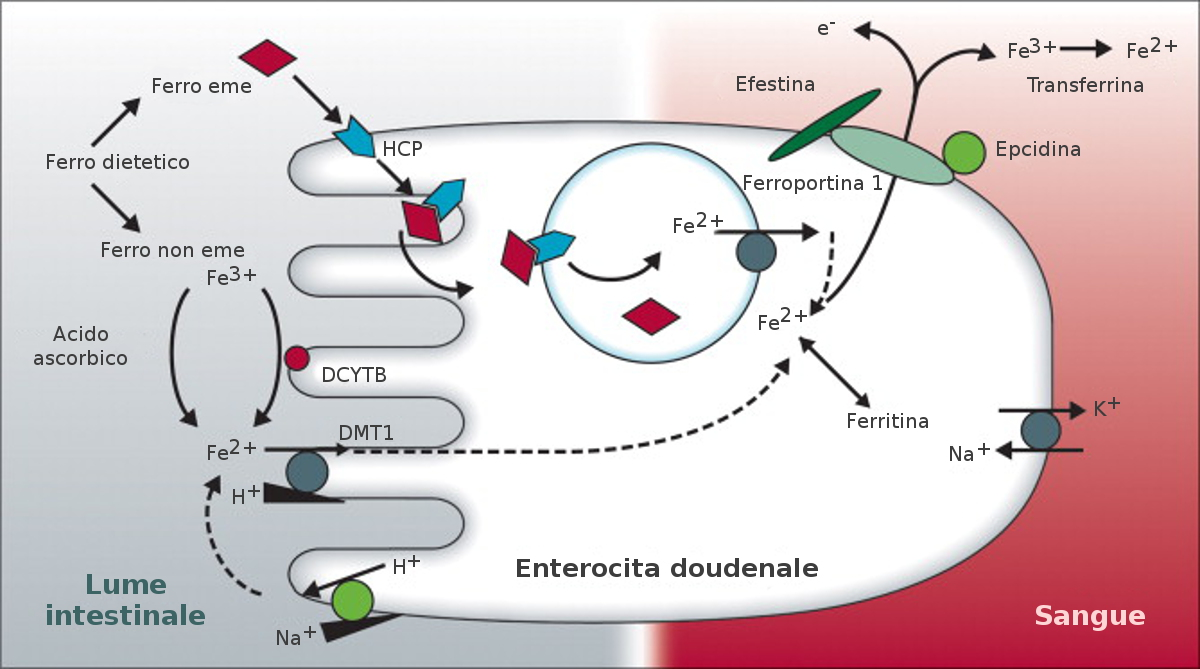
Metabolismo del Ferro

L'efestina nota anche come HEPH è una proteina codificata nell'uomo dal gene HEPH.

## Funzioni
L'efestina è coinvolta nel metabolismo e nell'omeostasi del ferro e del rame.
È una proteina transmembrana rame-dipendente con attività enzimatica ferrossidasica, co-responsabile del trasporto di ferro alimentare dagli enterociti intestinali verso il sistema circolatorio. La massima espressione di efestina si trova nel piccolo intestino; limitatamente ai villi degli enterociti, dove si ha l'assorbimento del ferro, mentre è quasi del tutto assente nelle cripte cellulari.
L'efestina converte il ferro (II) dallo stato, Fe2+ (ferroso), al ferro (III) dello stato, Fe3+ (ferrico) e media l'efflusso del ferro molto probabilmente in collaborazione con il trasportatore del ferro basolaterale: ferroportina-1. L'ossidazione del ferro a Fe3+ è necessaria per permettere il trasporto del ferro da parte della transferrina, che non presenta affinità per la forma Fe2+.
In misura minore l'efestina è stata trovata nel colon, milza, rene, mammella, nella placenta e le cellule di osso trabecolare, ma il suo ruolo in questi tessuti non è noto. L'efestina presenta una omologia con la ceruloplasmina, una proteina coinvolta nella deidrogenasi sierica del rame e del suo stoccaggio nell'organismo.